# Jüdischer Friedhof (Bergheim)

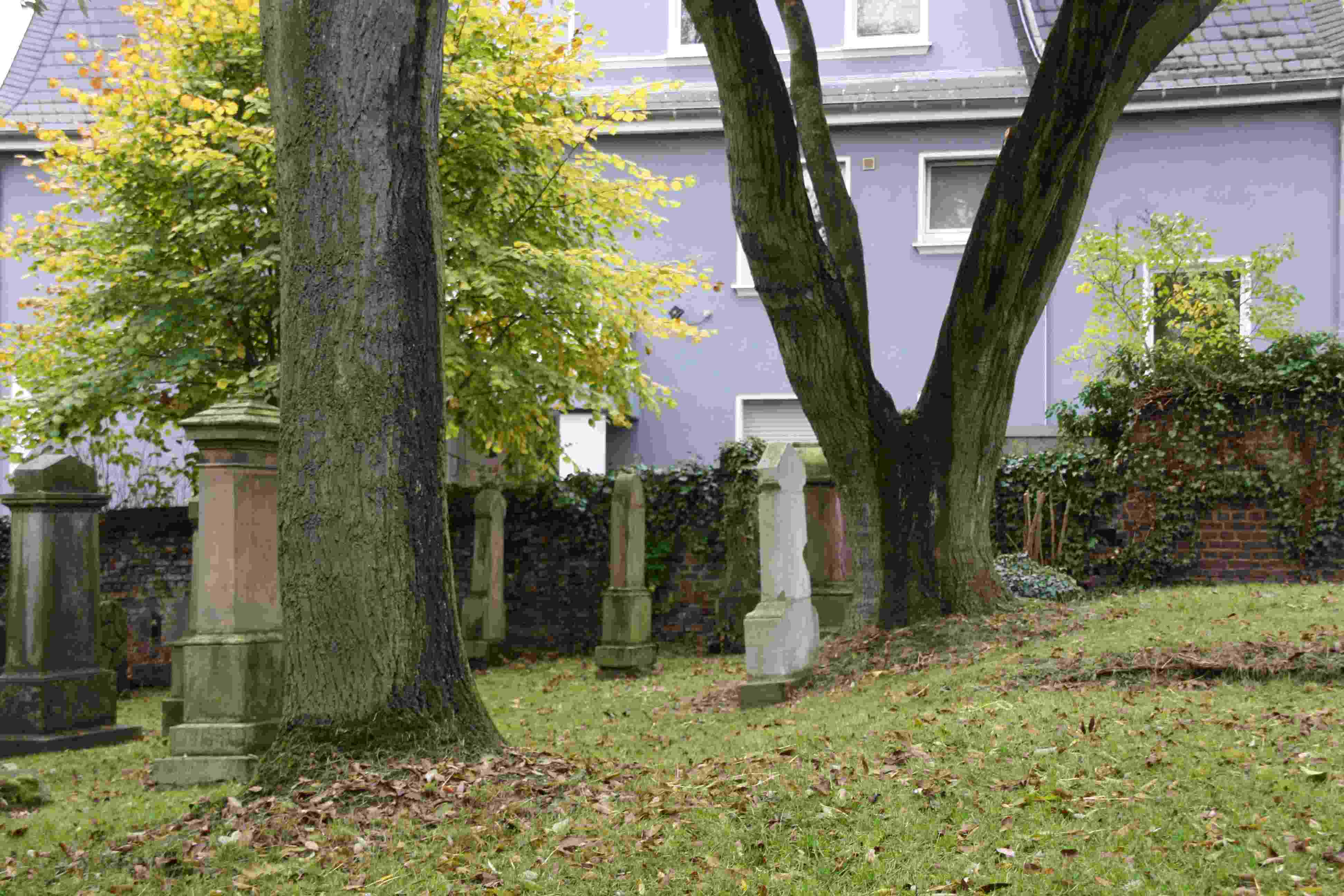
Teilansicht

Der Jüdische Friedhof Bergheim liegt in der Innenstadt der Kreisstadt Bergheim im Rhein-Erft-Kreis (Nordrhein-Westfalen).

## Geschichte
Eine jüdische Gemeinde gab es in Bergheim bereits im Mittelalter. Sie wurde während des Judenpogroms 1349 zerstört. In der Frühen Neuzeit sind in Bergheim seit 1637 wieder jüdische Bürger nachweisbar. Da es in Bergheim auch bereits im 17. Jahrhundert eine Synagoge gab, dürfte der Ort auch damals schon einen jüdischen Friedhof besessen haben. Nach früherer jüdischer Sitte wurden die Verstorbenen außerhalb der Stadtmauern beerdigt. Deshalb lag der alte Friedhof auf dem Knüchelsdamm. Dieser Friedhof bestand bis etwa 1862. An seine Stelle trat der neue Friedhof an der Bethlehemer Straße in Bergheim. Die letzte Beerdigung erfolgte hier im Jahr 1933. Obwohl der Friedhof 1940 an die Stadt Bergheim verkauft werden musste, hat er die Zeit des Nationalsozialismus überstanden. Er wurde 1953 an die Kölner Synagogengemeinde übergeben.

## Heutiger Zustand
Auf dem jüdischen Friedhof sind heute noch 52 Grabsteine (Mazewot) vorhanden. Die Begräbnisstätte liegt Ecke Bethlehemer Str./Schützenstr. hinter einer hohen Ziegelsteinmauer. Das Tor ist mit einer Kette verschlossen. Der Friedhof wurde am 14. Juli 1989 in die Denkmalliste der Stadt Bergheim eingetragen. Der Friedhof ist nur im Rahmen von Stadtführungen öffentlich zugänglich.